# Leiophora innoxia
Leiophora innoxia là một loài ruồi trong họ Tachinidae.